# Ewa Rydell
Pour les articles homonymes, voir Rydell.
Ewa Margareta Rydell, née le 26 février 1942 à Göteborg, est une gymnaste artistique suédoise. Elle est la fille du footballeur Sven Rydell.

## Palmarès

### Championnats d'Europe
- Paris 1963
  -  médaille d'or à la poutre
  -  médaille de bronze au concours général individuel